# Cesare-Auguste Detti

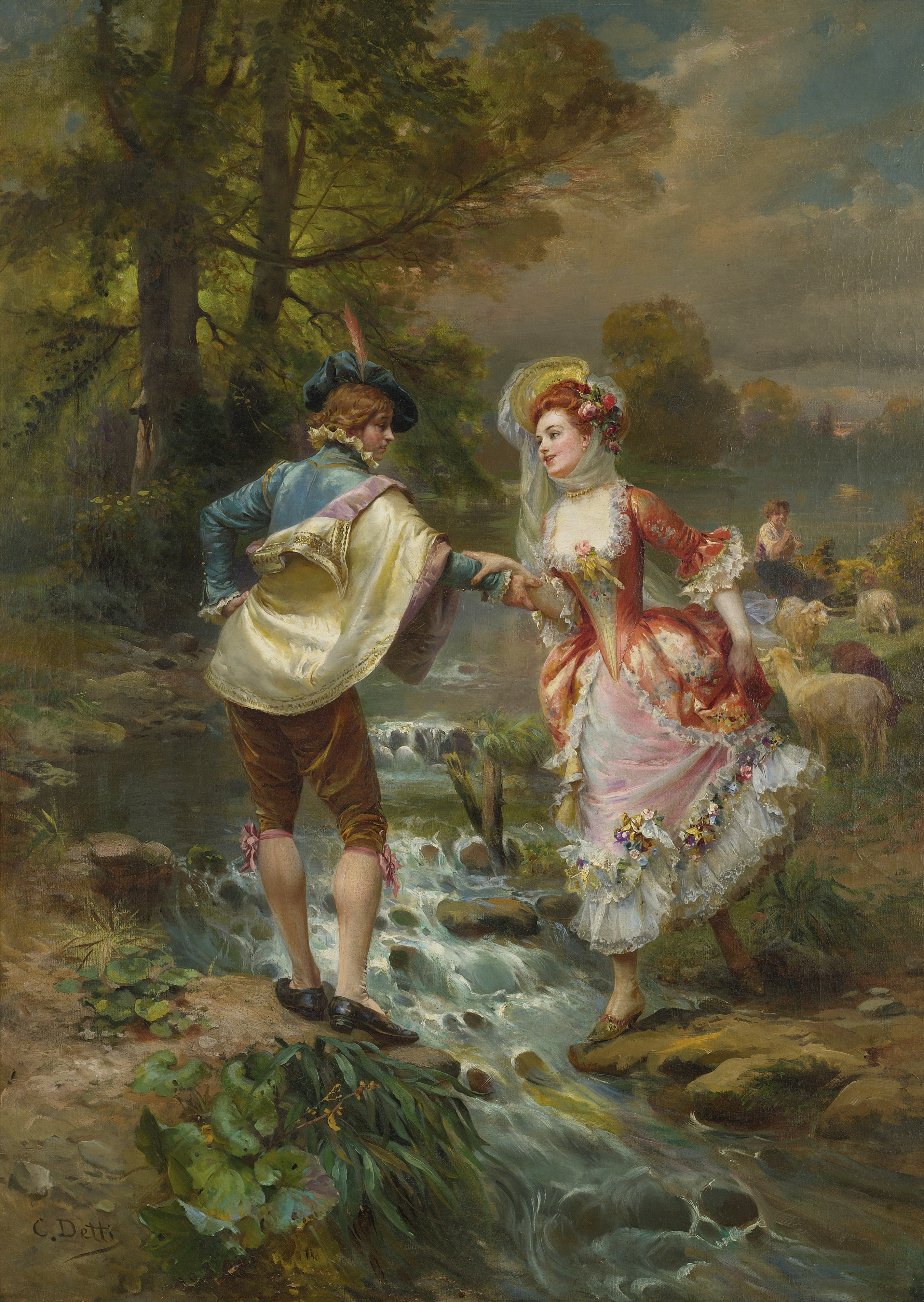
Très Galant

Cesare-Auguste Detti, né à Spolète le 28 novembre 1848 et mort à Paris le 19 mai 1914, est un peintre italien.

## Biographie
Il étudie à l'école des beaux-arts de Spolète et expose à Naples (1872) et à Rome (1873) avant de s'installer à Paris et de participer au Salon des artistes français de 1873 à 1914 avec uniquement des interruptions en 1891 et 1892, années où il présente ses œuvres à la Société nationale des beaux-arts. Il est récompensé à l'Exposition universelle de 1900 pour un plafond décoratif. 

## Œuvres
- Une Fête[2]
- Henri II reçu par le doge Muccinija au Palais Foscari
- Un enlèvement au XVIe siècle
- Trois Mousquetaires
- Le Jugement de Pâris
- La Défense du drapeau (Salon des artistes français, 1910)
- La Sortie
- Rayon d'été
- César Borgia
- La Bague de la fiancée
- L'Aurore
- Costumes sous Louis XVI (Exposition italienne de Saint-Pétersbourg)